# North Eastern Railway

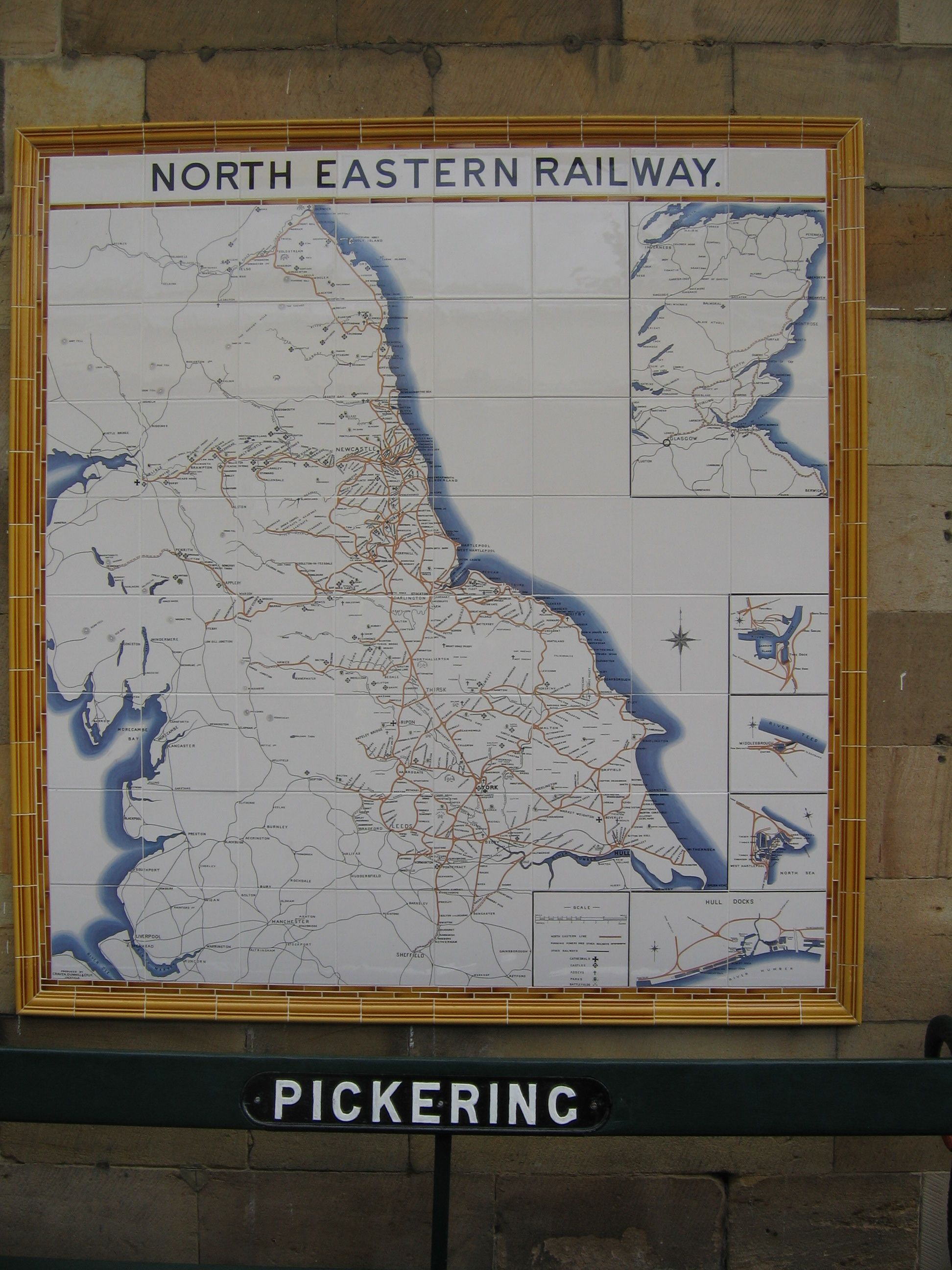
Netzkarte der NER im Bahnhof Pickering NYMR

Die North Eastern Railway (NER) war eine britische Eisenbahngesellschaft, die von 1854 bis 1922 existierte. Die Strecken mit einer Gesamtlänge von 2828 km lagen hauptsächlich in Yorkshire, County Durham und Northumberland im Nordosten Englands, vereinzelt auch in Cumberland und Westmorland.

## Geschichte
Im Jahr 1854 erfolgte die Gründung der NER, als sich die vier Gesellschaften York, Newcastle and Berwick Railway, York and North Midland Railway, Leeds Northern Railway und Malton and Driffield Railway zusammenschlossen. 1862 kamen die Newcastle and Carlisle Railway sowie die South Durham & Lancashire Union Railway hinzu, 1863 die Stockton and Darlington Railway und 1865 die West Hartlepool Railway.
Die wichtigsten Bahnhöfe waren York (Hauptsitz und Standort des größten mechanischen Stellwerks Großbritanniens mit 295 Hebeln) sowie Newcastle Central. Die NER war auch im Besitz von Docks in Hull, Hartlepool, South Shields und Middlesbrough. Um direkte Züge zwischen London und Edinburgh anbieten zu können, kooperierte die NER ab 1860 mit der North British Railway und der Great Northern Railway; die drei Gesellschaften beschafften Rollmaterial mit einheitlichen technischen Spezifikationen, um einen durchgehenden Betrieb auf der East Coast Main Line zu ermöglichen.
Bei der Elektrifizierung des britischen Eisenbahnnetzes spielte die NER unter der technischen Leitung von Vincent Raven eine Vorreiterrolle. 1904 rüstete sie drei Vorortsstrecken um Newcastle upon Tyne für den elektrischen Betrieb aus (Newcastle Central–Wallsend–Whitley Bay–Gosforth, Newcastle Central–Benton und Byker–Percy Main). Diese als Tyneside Electrics bezeichneten Linien erhielten Stromschienen mit 600 V Gleichstrom. Heute sind diese Strecken Teil der Tyne and Wear Metro.
1916 wurde der durchgehende Betrieb auf der Strecke Shildon–Newport mit 1500 V Gleichstrom aufgenommen. Für den Betrieb standen zehn vierachsige Lokomotiven mit Mittelführerstand zur Verfügung. Obwohl der Betrieb erfolgreich war, schritten die Elektrifizierungsarbeiten auf Grund des Ersten Weltkrieges nicht weiter voran. Nach dem Krieg sollte die East Coast Main Line ebenfalls mit 1500 V Gleichstrom elektrifiziert werden, wofür Vincent Raven 1920 bei den Darlington Works die Elektrolokomotive NER No. 13 bestellte, die auf der Strecke Shildon–Newport erprobt wurde.
Mit dem Inkrafttreten des Railways Act 1921 am 1. Januar 1923 ging die NER in der London and North Eastern Railway auf. Das Projekt der Elektrifizierung der East Coast Main Line wurde aufgegeben. Kurz vor dem Ende ihrer Selbständigkeit hatte die NER noch die Hull and Barnsley Railway (H&BR) übernommen, deren Strecken größtenteils in Yorkshire lagen und die bislang der NER vor allem im Verkehr zum wichtigen Hafen von Kingston upon Hull Konkurrenz gemacht hatte.